# Radek Karkys
Radek Karkys (dříve Radek Karko, * 16. listopadu 1984 Litvínov) je český kameraman, režisér, fotograf a filmař. Prosadil se jako autor hudebních klipů, outdorových filmů, dokumentování extrémních sportů a dokumentů a fotografií s tematikou přírody, neboli wildlife.
Vystudoval SOU stavební v Meziboří, krátce se živil jako zámečník konstruktér a jako dělník v Londýně. První filmařskou zakázkou byla reklama pro Red Bull, spolupracoval se značkami jako MTV, Mana drink, Horsefeathers, Big Shock, Campiri, Jagermeister, Česká Televize, Netflix, Mitsubishi Motors i s módní firmou Hugo Boss. V roce 2010 byl spoluzakladatelem filmové společnosti LIP Production. Od roku 2018 pracuje zase jako freelancer.
Za režii klipu „Cesta“ s Richardem Krajčem a Tomášem Klusem získal v roce 2013 ocenění Český slavík. Spolupracoval také s Adamem Mišíkem, Michaelem Kocábem a skupinou Skyline.
V roce 2022 natáčel pro organizaci Save Elephants, založenou českým ochráncem přírody Arthurem F. Sniegonem, film o záchraně slonů v Kongu. V soutěži Czech Nature Photo 2023 získal 1. místo za sérii snímků, dokumentující záchranu luskounů v Kongu. V roce 2024 obdržel v soutěži Czech Nature Photo 1. místo za nejlepší fotku savce a 2. místo za fotku přírody v Praze. Spolu s Lejlou Abbasovou dokumentuje i život v masajské vesnici v Keni.
Věnuje se i fotografování divokých zvířat v Brdech, na Šumavě a Krušných horách a v zahranicí po celém světě. 
Radek Karkys byl jeden z prvních, kdo natáčel sportovní videa zaměřená na snowboard a freeski. Dokument Wakeporning zaměřený na waterboarding byl promítán na 13. festivalu outdorových Filmů v pražském kině Lucerna. Jízdu motorkářů po Evropě zachytil v dokumentu Howl-Seat. Jako zkušený sportovní filmař byl v roce 2017 členem poroty v soutěži 7 DAYZ Film Contest. Dalšími porotci byli dokumentaristka Hana Třeštíková, olympionik Vavřinec Hradilek a Yemi AD.